# Zhenyuan (Pu’er)

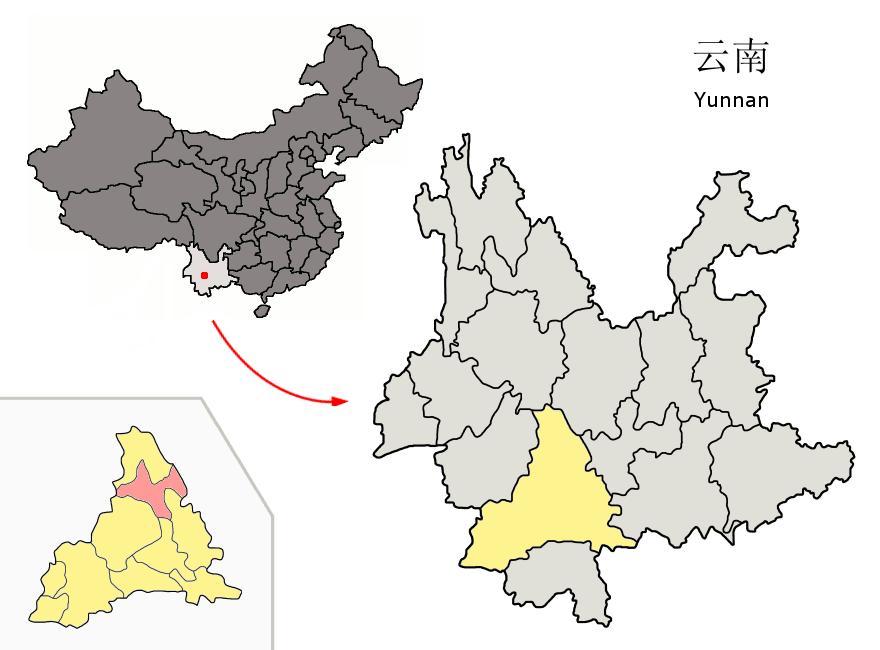
Lage von Zhenyuan (rosa) in der bezirksfreien Stadt Pu'er, Provinz Yunnan

Der Autonome Kreis Zhenyuan der Yi, Hani und Lahu (镇沅彝族哈尼族拉祜族自治县,  Zhènyuán Yízú Hānízú Lāhùzú zìzhìxiàn), kurz: Kreis Zhenyuan (镇沅县) ist ein autonomer Kreis der Yi, Hani und Lahu in der bezirksfreien Stadt Pu’er im Südwesten der chinesischen Provinz Yunnan. Er hat eine Fläche von 4.136,81 Quadratkilometern und zählt 179.503 Einwohner (Stand: Zensus 2020). Sein Hauptort ist die Großgemeinde Enle (恩乐镇).

## Administrative Gliederung
Auf Gemeindeebene setzt sich der autonome Kreis aus vier Großgemeinden und fünf Gemeinden zusammen. Diese sind:
- Großgemeinde Enle (恩乐镇)
- Großgemeinde Anban (按板镇)
- Großgemeinde Mengda (勐大镇)
- Großgemeinde Zhedong (者东镇)

- Gemeinde Tianba (田坝乡)
- Gemeinde Gucheng (古城乡)
- Gemeinde Zhentai (振太乡)
- Gemeinde Jiujia (九甲乡)
- Gemeinde Heping (和平乡)